# Wahlkreis Paris XX
Der Wahlkreis Paris XX war von 1986 bis 2010 ein Wahlkreis (französisch circonscription électorale) für die Wahl der Nationalversammlung.
Der Wahlkreis umfasste Teil des 19. Arrondissements, insbesondere dem Quartier du Pont de Flandre, dem Quartier d’Amérique und dem Quartier du Combat.

## Wahlergebnisse

### Parlamentswahl 1988
| Kandidaten         | Kandidaten                        | Parteien                                                                                      | 1. Wahlgang | 1. Wahlgang | 2. Wahlgang | 2. Wahlgang |
| Kandidaten         | Kandidaten                        | Parteien                                                                                      | Stimmen     | %           | Stimmen     | %           |
| ------------------ | --------------------------------- | --------------------------------------------------------------------------------------------- | ----------- | ----------- | ----------- | ----------- |
|                    | Jean-Christophe Cambadélisgewählt | SOC – Parti socialiste                                                                        | 12.102      | 35,0        | 19.139      | 51,6        |
|                    | Jacques Féron                     | RPR – Union du rassemblement et du centre (RPR, UDF) / Centre national des indépendants (CNI) | 12.512      | 36,2        | 17.973      | 48,4        |
|                    | Roland Gaucher                    | FN – Front national                                                                           | 4.154       | 12,0        |             |             |
|                    | Paul Laurent                      | COM – Parti communiste français                                                               | 3.772       | 10,9        |             |             |
|                    | Jean-Pierre Guérin                | ECO – Ecologie nature environnement                                                           | 2.023       | 5,8         |             |             |
|                    | Dominique Bonin                   | DIV – Unabh.                                                                                  | 46          | 0,1         |             |             |
| Gesamt             | Gesamt                            | Gesamt                                                                                        | 34.609      | 100         | 37.112      | 100         |
|                    |                                   |                                                                                               |             |             |             |             |
| Ungültige Stimmen  | Ungültige Stimmen                 | Ungültige Stimmen                                                                             | 378         | 1,1         | 823         | 2,2         |
| Wähler             | Wähler                            | Wähler                                                                                        | 34.987      | 59,4        | 37.935      | 64,4        |
| Wahlberechtigte    | Wahlberechtigte                   | Wahlberechtigte                                                                               | 58.904      |             | 58.904      |             |
|                    |                                   |                                                                                               |             |             |             |             |
| Quelle: psinfo.net |                                   |                                                                                               |             |             |             |             |

### Parlamentswahl 1993
| Kandidaten               | Kandidaten                 | Parteien                                                                       | 1. Wahlgang | 1. Wahlgang | 2. Wahlgang | 2. Wahlgang |
| Kandidaten               | Kandidaten                 | Parteien                                                                       | Stimmen     | %           | Stimmen     | %           |
| ------------------------ | -------------------------- | ------------------------------------------------------------------------------ | ----------- | ----------- | ----------- | ----------- |
|                          | Jacques Férongewählt       | RPR – Union pour la France (RPR, UDF) / Centre national des indépendants (CNI) | 13.390      | 37,9        | 16.922      | 50,7        |
|                          | Jean-Christophe Cambadélis | SOC – Parti socialiste                                                         | 7.763       | 22,0        | 16.462      | 49,3        |
|                          | Xavier Voute               | FN – Front national                                                            | 5.036       | 14,3        |             |             |
|                          | Jean Desessard             | VEC – Les Verts                                                                | 3.384       | 9,6         |             |             |
|                          | Martine Durlach            | COM – Parti communiste français                                                | 2.963       | 8,4         |             |             |
|                          | Jean Dumontet              | DIV – Les nouveaux écologistes du rassemblement nature et animaux              | 651         | 1,8         |             |             |
|                          | Martine Grandin            | EXG – Lutte Ouvrière                                                           | 650         | 1,8         |             |             |
|                          | Pascale Berthault          | EXG – Ligue communiste révolutionnaire                                         | 331         | 0,9         |             |             |
|                          | Laurent Jacquemin          | EXG – Parti des travailleurs                                                   | 267         | 0,8         |             |             |
|                          | Jean-Hugues Wolfsohn       | DIV – Union écologie démocratie                                                | 234         | 0,7         |             |             |
|                          | Isabelle Chauvenet         | EXG – Solidarité, écologie, gauche alternative                                 | 233         | 0,7         |             |             |
|                          | Etienne Dabeedin           | DVD – Mouvement des réformateurs                                               | 195         | 0,6         |             |             |
|                          | Denise Ragot               | MAJ – Mouvement des démocrates                                                 | 147         | 0,4         |             |             |
|                          | Daniel Enselme             | EXD – Parti de la loi naturelle                                                | 71          | 0,2         |             |             |
| Gesamt                   | Gesamt                     | Gesamt                                                                         | 35.315      | 100         | 33.384      | 100         |
|                          |                            |                                                                                |             |             |             |             |
| Ungültige Stimmen        | Ungültige Stimmen          | Ungültige Stimmen                                                              | 1.282       | 3,5         | 2.312       | 6,5         |
| Wähler                   | Wähler                     | Wähler                                                                         | 36.597      | 65,1        | 35.696      | 63,5        |
| Wahlberechtigte          | Wahlberechtigte            | Wahlberechtigte                                                                | 56.216      |             | 56.216      |             |
|                          |                            |                                                                                |             |             |             |             |
| Quelle: Innenministerium |                            |                                                                                |             |             |             |             |

### Parlamentswahl 1997
| Kandidaten                                      | Kandidaten                        | Parteien                                                                                      | 1. Wahlgang | 1. Wahlgang | 2. Wahlgang | 2. Wahlgang |
| Kandidaten                                      | Kandidaten                        | Parteien                                                                                      | Stimmen     | %           | Stimmen     | %           |
| ----------------------------------------------- | --------------------------------- | --------------------------------------------------------------------------------------------- | ----------- | ----------- | ----------- | ----------- |
|                                                 | Jean-Christophe Cambadélisgewählt | SOC – Parti socialiste                                                                        | 10.565      | 30,3        | 19.863      | 54,1        |
|                                                 | Michel Bulté                      | RPR – Rassemblement pour la République                                                        | 9.867       | 28,3        | 16.876      | 45,9        |
|                                                 | Xavier Voute                      | FN – Front national                                                                           | 4.539       | 13,0        |             |             |
|                                                 | Martine Durlach                   | COM – Parti communiste français                                                               | 3.037       | 8,7         |             |             |
|                                                 | Catherine Garros                  | ECO – Les Verts                                                                               | 1.622       | 4,6         |             |             |
|                                                 | Daniel Lacroix                    | DVD – La Droite indépendante (Mouvement pour la France)                                       | 1.064       | 3,0         |             |             |
|                                                 | Marina Podgorny                   | EXG – Lutte Ouvrière                                                                          | 988         | 2,8         |             |             |
|                                                 | Jean-Marc Brûlé                   | EXG – Solidarité, écologie, gauche alternative (Convention pour une alternative progressiste) | 545         | 1,6         |             |             |
|                                                 | Manuel Dieudonné                  | DVG – Mouvement des citoyens                                                                  | 502         | 1,4         |             |             |
|                                                 | Bernard Krouck                    | ECO – Génération Écologie                                                                     | 466         | 1,3         |             |             |
|                                                 | Pascale Berthault                 | EXG – Ligue communiste révolutionnaire                                                        | 360         | 1,0         |             |             |
|                                                 | Valérie Sandrossian               | ECO – Écologie citoyenne                                                                      | 297         | 0,9         |             |             |
|                                                 | Laurent Bardon                    | DIV – Union pour la semaine de 4 jours                                                        | 240         | 0,7         |             |             |
|                                                 | Christine Dalmasso                | ECO – Mouvement écologiste indépendant                                                        | 231         | 0,7         |             |             |
|                                                 | Philippe Thireau                  | DIV – Parti radical-socialiste Diss.                                                          | 199         | 0,6         |             |             |
|                                                 | Jacques Puaux                     | EXG – Parti des travailleurs                                                                  | 172         | 0,5         |             |             |
|                                                 | Jean-Luc Guérard                  | DIV – Parti humaniste                                                                         | 72          | 0,2         |             |             |
|                                                 | Etienne Dabeedin                  | DVD – Mouvement des réformateurs                                                              | 50          | 0,1         |             |             |
|                                                 | Antoine Lagaisse                  | EXD – Parti de la loi naturelle                                                               | 46          | 0,1         |             |             |
|                                                 | André Épron                       | DIV – Unabh.                                                                                  | 41          | 0,1         |             |             |
|                                                 | Jean-Marc Arrigault               | DVD – Parti pour la liberté                                                                   | 14          | 0,0         |             |             |
|                                                 | Philippe Weinstein                | DVD – Unabh.                                                                                  | 0           | 0,0         |             |             |
| Gesamt                                          | Gesamt                            | Gesamt                                                                                        | 34.917      | 100         | 36.739      | 100         |
|                                                 |                                   |                                                                                               |             |             |             |             |
| Ungültige Stimmen                               | Ungültige Stimmen                 | Ungültige Stimmen                                                                             | 1.066       | 3,0         | 1.904       | 4,9         |
| Wähler                                          | Wähler                            | Wähler                                                                                        | 35.983      | 62,7        | 38.643      | 67,3        |
| Wahlberechtigte                                 | Wahlberechtigte                   | Wahlberechtigte                                                                               | 57.410      |             | 57.405      |             |
|                                                 |                                   |                                                                                               |             |             |             |             |
| Quellen: Innenministerium – Assemblée nationale |                                   |                                                                                               |             |             |             |             |

### Parlamentswahl 2002
| Kandidaten                                     | Kandidaten                        | Parteien                                                         | 1. Wahlgang | 1. Wahlgang | 2. Wahlgang | 2. Wahlgang |
| Kandidaten                                     | Kandidaten                        | Parteien                                                         | Stimmen     | %           | Stimmen     | %           |
| ---------------------------------------------- | --------------------------------- | ---------------------------------------------------------------- | ----------- | ----------- | ----------- | ----------- |
|                                                | Jean-Christophe Cambadélisgewählt | SOC – Parti socialiste                                           | 12.619      | 35,4        | 17.984      | 56,4        |
|                                                | Michel Bulté                      | DVD – Rassemblement pour la République                           | 5.760       | 16,1        | 13.922      | 43,6        |
|                                                | Lynda Asmani                      | UMP – Union pour la majorité présidentielle/Démocratie libérale  | 4.070       | 11,4        |             |             |
|                                                | Jean-Pierre Mattei                | DVD – Divers droite (Union centriste libérale et républicaine)   | 3.314       | 9,3         |             |             |
|                                                | Françoise Ferry                   | FN – Front national                                              | 2.809       | 7,9         |             |             |
|                                                | Bernard Jomier                    | VEC – Les Verts                                                  | 2.511       | 7,0         |             |             |
|                                                | Martine Durlach                   | COM – Parti communiste français                                  | 1.540       | 4,3         |             |             |
|                                                | Béatrice Bonneau                  | LCR – Ligue communiste révolutionnaire                           | 669         | 1,9         |             |             |
|                                                | Stéphane Le Floch                 | PREP – Pôle républicain                                          | 614         | 1,7         |             |             |
|                                                | Marina Podgorny                   | LO – Lutte Ouvrière                                              | 273         | 0,8         |             |             |
|                                                | Mohamedy Yaffa                    | DIV – Non classé                                                 | 214         | 0,6         |             |             |
|                                                | Annik Hecquet-Bonot               | ECO – Cap21                                                      | 213         | 0,6         |             |             |
|                                                | Loic Le Hénand                    | MNR – Mouvement national républicain                             | 168         | 0,5         |             |             |
|                                                | Mireille de Loubens               | MPF – Mouvement pour la France                                   | 158         | 0,4         |             |             |
|                                                | Nathalie Luyckx                   | EXG – Solidarité, écologie, gauche alternative (Les Alternatifs) | 147         | 0,4         |             |             |
|                                                | Rachid Lounes                     | ECO – Mouvement écologiste indépendant                           | 135         | 0,4         |             |             |
|                                                | Muriel Navarro                    | EXG – Parti des travailleurs                                     | 122         | 0,3         |             |             |
|                                                | Dominique Piolle                  | DIV – Réseau Nouvelle Donne                                      | 102         | 0,3         |             |             |
|                                                | Hélène Sedakoff                   | ECO – Génération Écologie                                        | 72          | 0,2         |             |             |
|                                                | Marie-Nancy Joly                  | DVG – Initiative républicaine                                    | 62          | 0,2         |             |             |
|                                                | Sylvie Oulai                      | ECO – Confédération des écologistes indépendants                 | 42          | 0,1         |             |             |
|                                                | Jean-Luc Guérard                  | DIV – Parti humaniste                                            | 39          | 0,1         |             |             |
|                                                | Michèle Lannoy-Duputel            | CPNT – Chasse, pêche, nature, traditions                         | 35          | 0,1         |             |             |
|                                                | Gilbert Cruz                      | DIV – Parti des socioprofessionels                               | 0           | 0,0         |             |             |
| Gesamt                                         | Gesamt                            | Gesamt                                                           | 35.688      | 100         | 31.906      | 100         |
|                                                |                                   |                                                                  |             |             |             |             |
| Ungültige Stimmen                              | Ungültige Stimmen                 | Ungültige Stimmen                                                | 478         | 1,3         | 1.327       | 4,0         |
| Wähler                                         | Wähler                            | Wähler                                                           | 36.166      | 65,7        | 33.233      | 60,4        |
| Wahlberechtigte                                | Wahlberechtigte                   | Wahlberechtigte                                                  | 55.008      |             | 54.981      |             |
|                                                |                                   |                                                                  |             |             |             |             |
| Quellen: Innenministerium, Ergebnis – Parteien |                                   |                                                                  |             |             |             |             |

### Parlamentswahl 2007
| Kandidaten               | Kandidaten                        | Parteien                                                      | 1. Wahlgang | 1. Wahlgang | 2. Wahlgang | 2. Wahlgang |
| Kandidaten               | Kandidaten                        | Parteien                                                      | Stimmen     | %           | Stimmen     | %           |
| ------------------------ | --------------------------------- | ------------------------------------------------------------- | ----------- | ----------- | ----------- | ----------- |
|                          | Jean-Christophe Cambadélisgewählt | SOC – Parti socialiste                                        | 12.466      | 32,8        | 20.897      | 59,1        |
|                          | Jean-Jacques Giannesini           | UMP – Union pour un mouvement populaire                       | 12.320      | 32,5        | 14.469      | 40,9        |
|                          | Violette Baranda                  | UDFD – Union pour la démocratie française/Mouvement démocrate | 3.910       | 10,3        |             |             |
|                          | Bernard Jomier                    | VEC – Les Verts                                               | 2.724       | 7,2         |             |             |
|                          | Jean Vuillermoz                   | COM – Parti communiste français                               | 2.017       | 5,3         |             |             |
|                          | France Coumian                    | EXG – Ligue communiste révolutionnaire                        | 1.506       | 4,0         |             |             |
|                          | Christian Lobre                   | FN – Front national                                           | 1.198       | 3,2         |             |             |
|                          | Marina Podgorny                   | EXG – Lutte Ouvrière                                          | 364         | 1,0         |             |             |
|                          | Arnaud Appourchaux                | MAJ – Nouveau Centre                                          | 287         | 0,8         |             |             |
|                          | Ronald Remy                       | ECO – Mouvement écologiste indépendant                        | 281         | 0,7         |             |             |
|                          | Jean-Claude Hubert                | DIV – La France en action                                     | 261         | 0,7         |             |             |
|                          | Gabrielle Dinahet                 | EXD – MNR – Alliance patriotique                              | 219         | 0,6         |             |             |
|                          | Luc Beranger                      | EXG – Parti des travailleurs                                  | 187         | 0,5         |             |             |
|                          | Stéphane Leenhardt                | DIV – Parti Rachid Nekkaz                                     | 116         | 0,3         |             |             |
|                          | Christian Person                  | DVD – Alternative libérale                                    | 90          | 0,2         |             |             |
|                          | Jean-Luc Guérard                  | DIV – Parti humaniste                                         | 7           | 0,0         |             |             |
| Gesamt                   | Gesamt                            | Gesamt                                                        | 37.953      | 100         | 35.366      | 100         |
|                          |                                   |                                                               |             |             |             |             |
| Ungültige Stimmen        | Ungültige Stimmen                 | Ungültige Stimmen                                             | 478         | 1,2         | 1.091       | 3,0         |
| Wähler                   | Wähler                            | Wähler                                                        | 38.431      | 58,2        | 36.457      | 55,3        |
| Wahlberechtigte          | Wahlberechtigte                   | Wahlberechtigte                                               | 65.986      |             | 65.984      |             |
|                          |                                   |                                                               |             |             |             |             |
| Quelle: Innenministerium |                                   |                                                               |             |             |             |             |